# Second Toughest in the Infants
Second Toughest in the Infants – czwarty album studyjny zespołu Underworld, wydany 11 marca 1996 roku jako CD oraz jako podwójny LP.
Zdobył certyfikat złotej płyty.

## Album

### Historia i muzyka
Second Toughest in the Infants ukazał się trzy lata po Dubnobasswithmyheadman – debiucie odnowionego Underworld. Wydawnictwo otwiera wykwintny tryptyk „Juanita/Kiteless/To Dream Of Love” – złożony z trzech utworów płynnie przechodzących jeden w drugi i trwających 16 minut. Podobny charakter ma kolejny utwór, „Banstyle/Sappys Curry”, trwający 15 minut i przypominający chwilami nastrojowy drum and bass LTJ Bukem. resztę albumu stanowią utwory klubowe, na przemian łagodne i ciężkie. Album jest utrzymany w podobnym stylu, co jego poprzednik, Dubnobasswithmyheadman, choć jest subtelniejszy i bardziej zróżnicowany jako płynna, eklektyczna fuzja różnych gatunków tanecznych, takich jak: dub, dance i techno.
20 listopada 2015 ukazała się na rynku zremasterowana, poszerzona wersja albumu, składająca się z 4 płyt CD lub (jako digital download z 34 plików MP3 lub WAV (jako digital download. W zestawie znalazł się zremasterowany, oryginalny album oraz, na kolejnych plytach, utwory wykonane na żywo, oryginalne wersje instrumentalne, utwory bonusowe, wcześniej niewydane. Do wydawnictwa została dołączona książeczka z tekstem Johna Savage’a. Całość umieszczono w luksusowym opakowaniu.

### Lista utworów

#### CD
Lista według Discogs:
| 1. | Juanita : Kiteless : To Dream Of Love | 16:36   |
|    |                                       |         |
| 2. | Banstyle/Sappys Curry                 | 15:22   |
|    |                                       |         |
| 3. | Confusion The Waitress                | 6:47    |
|    |                                       |         |
| 4. | Rowla                                 | 6:31    |
|    |                                       |         |
| 5. | Pearls Girl                           | 9:36    |
|    |                                       |         |
| 6. | Air Towel                             | 7:37    |
|    |                                       |         |
| 7. | Blueski                               | 2:55    |
|    |                                       |         |
| 8. | Stagger                               | 7:37    |
|    |                                       |         |
|    |                                       | 1:13:01 |
|    |                                       |         |

#### LP
Lista według Discogs:
| 1. | Juanita : Kiteless : To Dream Of Love | 16:36 |
|    |                                       |       |
|    |                                       | 16:36 |
|    |                                       |       |

| 1. | Banstyle/Sappys Curry  | 15:21 |
|    |                        |       |
| 2. | Confusion The Waitress | 6:45  |
|    |                        |       |
|    |                        | 22:06 |
|    |                        |       |

| 1. | Rowla       | 6:31  |
|    |             |       |
| 2. | Pearls Girl | 9:36  |
|    |             |       |
|    |             | 16:07 |
|    |             |       |

| 1. | Air Towel | 7:37  |
|    |           |       |
| 2. | Blueski   | 2:55  |
|    |           |       |
| 3. | Stagger   | 7:37  |
|    |           |       |
|    |           | 18:09 |
|    |           |       |

#### 4CD Super Deluxe Edition (2015)
Lista według Discogs:
| 1-1. | Juanita : Kiteless : To Dream Of Love | 16:37   |
|      |                                       |         |
| 1-2. | Banstyle / Sappys Curry               | 15:23   |
|      |                                       |         |
| 1-3. | Confusion The Waitress                | 6:47    |
|      |                                       |         |
| 1-4. | Rowla                                 | 6:31    |
|      |                                       |         |
| 1-5. | Pearl's Girl                          | 9:37    |
|      |                                       |         |
| 1-6. | Air Towel                             | 7:37    |
|      |                                       |         |
| 1-7. | Blueski                               | 3:03    |
|      |                                       |         |
| 1-8. | Stagger                               | 7:39    |
|      |                                       |         |
|      |                                       | 1:13:14 |
|      |                                       |         |

| 2-1. | Cherry Pie                                  | 8:26    |
|      |                                             |         |
| 2-2. | Oich Oich                                   | 8:35    |
|      |                                             |         |
| 2-3. | Puppies                                     | 3:54    |
|      |                                             |         |
| 2-4. | Mosaic                                      | 5:00    |
|      |                                             |         |
| 2-5. | Deep Arch                                   | 8:25    |
|      |                                             |         |
| 2-6. | Pearl's Girl (Tin There)                    | 8:16    |
|      |                                             |         |
| 2-7. | Pearl's Girl (14996 Version)                | 9:05    |
|      |                                             |         |
| 2-8. | Born Slippy (Original Instrumental Version) | 8:32    |
|      |                                             |         |
| 2-9. | Born Slippy.Nuxx (Deep Pan)                 | 10:01   |
|      |                                             |         |
|      |                                             | 1:10:14 |
|      |                                             |         |

| 3-1.  | Bug                               | 6:56    |
|       |                                   |         |
| 3-2.  | Confusion The Waitress (She Said) | 4:54    |
|       |                                   |         |
| 3-3.  | D+B Thing                         | 7:16    |
|       |                                   |         |
| 3-4.  | D'Arbly St                        | 7:35    |
|       |                                   |         |
| 3-5.  | 4 Crowns                          | 2:18    |
|       |                                   |         |
| 3-6.  | Rowla A1806                       | 3:59    |
|       |                                   |         |
| 3-7.  | Bing Here                         | 9:43    |
|       |                                   |         |
| 3-8.  | Techno Thang                      | 6:26    |
|       |                                   |         |
| 3-9.  | Pearls Ver2                       | 8:11    |
|       |                                   |         |
| 3-10. | Bloody 1                          | 16:15   |
|       |                                   |         |
|       |                                   | 1:13:33 |
|       |                                   |         |

| 4-1. | Nuxx A1796                                            | 8:45    |
|      |                                                       |         |
| 4-2. | Nuxx A2221 Uw Live (2 Sets) Leicester M Dog 94        | 12:34   |
|      |                                                       |         |
| 4-3. | Nuxx A4712 Live @ Zap Club Brighton Feb94             | 11:31   |
|      |                                                       |         |
| 4-4. | Nuxx A4733 Uw Live Amsterdam Apr94                    | 9:22    |
|      |                                                       |         |
| 4-5. | Nuxx Liquid Room 94 A2254 Uw Live Liquid Room 2 Tokyo | 11:32   |
|      |                                                       |         |
| 4-6. | Nuxx From A1825                                       | 6:11    |
|      |                                                       |         |
| 4-7. | Born Slippy (Nuxx)                                    | 11:48   |
|      |                                                       |         |
|      |                                                       | 1:11:43 |
|      |                                                       |         |

## Odbiór

### Opinie krytyków

#### Oryginalny album
| Oceny łączne                      | Oceny łączne |
| Publikacja                        | Ocena        |
| --------------------------------- | ------------ |
| Album of the Year                 | 86/100       |
| Recenzje                          |              |
| Publikacja                        | Ocena        |
| AllMusic                          | [ 8 ]        |
| Robert Christgau                  | C+           |
| Entertainment Weekly              | B+           |
| The Guardian                      | [ 11 ]       |
| Muzik                             | [ 12 ]       |
| The New Rolling Stone Album Guide | [ 13 ]       |
| Sputnikmusic                      | 5.0/5        |
| The Sydney Morning Herald         | [ 15 ]       |

Według Paula Simpsona z AllMusic zespół mistrzowsko operował tempem i dynamiką, tworząc długie utwory (zwłaszcza dwa pierwsze, które trwają łącznie ponad pół godziny), zbudowane z ożywionych motywów melodycznych i zachodzących na siebie schematów rytmicznych, skomplikowanych breakbeatów i spokojniejszych pasaży w stylu downtempo. Wieloczęściowe suity na albumie nawiązują jego zdaniem do ery rocka progresywnego lat 70. Underworld, podobnie jak najpopularniejsze zespoły tamtego okresu, tworzył „mądrą, ambitną i mistyczną muzykę, która była jednocześnie przystępna i przyjazna dla słuchacza. Album wyróżnia się także surrealistycznymi, wolnymi od skojarzeń tekstami Hyde’a (zwłaszcza „Pearl's Girl”). Najbardziej ekscytującym utworem jest, według niego, „Rowla”, zbudowany z „oszałamiających, zniekształconych syntezatorowych riffów”. Second Toughest in the Infants to „album przełomowy, ukazujący Underworld w szczytowym okresie jego kreatywności” a przy tym „ważny dokument ery popularności eksperymentalnej, elektronicznej muzyki tanecznej”. Równie wysoko ocenia album Stephen Thomas Erlewine dając mu 5 gwiazdek i nazywając go, podobnie jak Dubnobasswithmyheadman, „nokautującym ciosem”. Album stanowi jego zdaniem dowód na to, iż „Underworld jest jednym z wiodących zespołów tanecznych połowy lat 90.”.
Martin James z miesiecznika Muzik również dał albumowi maksymalną notę zauważając, że w przypadku Underworld „nie ma ograniczeń gatunkowych, jest po prostu dobra lub zła muzyka. Wedlug niego Second Toughest in the Infants to „album pokręconych, euforycznych, wznoszacych się eposów. Radosne ścieżki dźwiękowe dla klubów, stolików kawowych i stadionów”.
„Na swojej drugiej płycie Second Toughest in the Infants brytyjskie trio techno ujawnia swój subtelny geniusz rytmiczny. To nie jest głucha, basowa muzyka taneczna. Underworld wie, jak rozszerzyć szaleństwo techno i jungle, a następnie wycofać się do ambientowego chłodu” – uważa Anya Sacharow z magazynu Entertainment Weekly.
Shane Danielsen z The Sydney Morning Herald ocenia, że Second Toughest in the Infants jest nieco rozczarowujący w porównaniu z rewelacją, jaką był Dubnobasswithmyheadman.

#### 4CD Super Deluxe Edition (2015)
| Recenzje             | Recenzje |
| Publikacja           | Ocena    |
| -------------------- | -------- |
| The Guardian         | [ 16 ]   |
| The Line of Best Fit | 9.5/10   |
| Louder Than War      | 10/10    |
| Pitchfork            | 8.8/10   |
| PopMatters           | 10/10    |
| Record Collector     | [ 21 ]   |

Zdaniem Paula Smitha z magazynu Record Collector Second Toughest In The Infants w wersji Super Deluxe to „dobry album, poszukujący i dźwięczący, a miejscami przechodzący w drum 'n' bass”. Z zestawu reprezentującego strony B, remiksy i nagrania niewydane uwagę jego zwrocily wersje utworu Born Slippy z 1995 roku, a zwłaszcza siedem innych wersji „Born Slippy Nuxx”, wypełniających ostatni dysk. „Grupa nie boi się wydłużać swoich często bezkompromisowych, technoidalnych kompozycji, a kilka z nich przekracza barierę 15 minut. To jest właśnie sposób na box sety.” – konkluduje recenzent.
Podobnego zdania jest Dorian Lynskey z The Guardian: „czwarty dysk śledzi skomplikowaną ewolucję ich największego hitu, Born Slippy (Nuxx), poprzez siedem różnych wersji, sprawiając, że słuchacz czuje się częścią procesu tworzenia. Błyskotliwość Underworld polegała na tym, że wiedzieli, co pominąć - ale to, co pominęli, było diabelnie dobre”. Porównując natomiast sam oryginalny album z jego poprzednikiem, Dubnobasswithmyheadman, stwierdził iż „jest on bardziej abstrakcyjny, płynny i ekspansywny”.
Według Chrisa Todda z The Line of Best Fit „Second Toughest In The Infants stał się albumem nie do pobicia – mamy oto Underworld w najczystszej postaci, wpływ Darrena Emersona jest tu kluczowy - jego solowe nagrania w ramach jego wytwórni Underwater wyraźnie ukazują jego wpływ. Oczywiście nie jest on wyłącznie odpowiedzialny za wspaniałość "Second Toughest...", fuzji rocka, dubu, drum n' bassu, podlanej pięknymi ozdobnikami perkusji w stylu Detroit techno i efektem niemal Proggy synth, ukazujących trzech artystów w ich absolutnym optimum”.
„Second Toughest In The Infants jest albumem złożonym, mocno uwarstwionym i wielopłaszczyznowym. Jest to wspaniała powieść, w którą można się zagłębiać raz po raz, a dzięki tej reedycji otrzymujemy kolejne trzy dyski z dodatkami i to jakże potężnymi dodatkami” – twierdzi Simon Tucker z Louder Than War dając albumowi maksymalną ocenę – 10 punktów.
Najwyższą ocenę – 10 daje również wydawnictwu Ian Mathers z PopMatters zauważając, iż „Underworld kontynuuje projekt reedycji swoich klasycznych albumów z mocną mieszanką materiału, odkrywając świeże perełki i dając głębszy wgląd w swój proces twórczy”.
„Second Toughest In The Infants to druga, spektakularna próba Underworld stworzenia wielkiej, ważnej muzyki rave. To był ostatni raz kiedy ich mieszanka dzikości, szczerości i ekspansywności była transcendentna. W tym momencie wydaje się, że Underworld został zapamiętany, przynajmniej przez postronnych obserwatorów, jako zespół rave’owy najbardziej przypominający zespół rockowy” – ocenia Andrew Gaerig z magazynu Pitchfork.

### Listy tygodniowe
| Kraj            | Lista                 | Pozycja |
| --------------- | --------------------- | ------- |
| Belgia          | Ultratop (Flandria)   | 23      |
| Holandia        | Dutch Album Top 100   | 43      |
| Szkocja         | Scottish Albums Chart | 9       |
| Szwecja         | Swedish Charts        | 17      |
| Wielka Brytania | UK Albums Chart       | 9       |

| Kraj            | Lista                 | Pozycja |
| --------------- | --------------------- | ------- |
| Wielka Brytania | UK Independent Albums | 50      |

| Kraj            | Lista           | Pozycja |
| --------------- | --------------- | ------- |
| Wielka Brytania | UK Dance Albums | 22      |

### Certyfikaty i sprzedaż
- Wielka Brytania (BPI): złota płyta (1 sierpnia 1996)[29].
- Według Nielsen SoundScan album został sprzedany w Stanach Zjednoczonych w liczbie 88 tysięcy egzemplarzy (marzec 1999)[30].